# Bessenbach
Bessenbach es un municipio alemán ubicado en el distrito de Aschaffenburg, en el Regierungsbezirk de Baja Franconia, en el Estado federado de Baviera. 
Se encuentra al sureste de la ciudad de Aschaffenburg, atravesado por la cadena montañosa Spessart.